# Cassà de la Selva
Cassà de la Selva és una vila i municipi de la comarca del Gironès. Es troba al peu de la llarga cadena muntanyosa gironina de les Gavarres.
Al centre de la vila hi ha els principals monuments arquitectònics, com l'església gòtica de Sant Martí del segle xvi a l'interior de la qual es troben restes de construccions romanes. La població conserva també edificis d'estil modernista. L'antiga estació del Carrilet, avui restaurada, serveix per a fer-hi exposicions i d'altres esdeveniments de caràcter cultural. Cal destacar la famosa Nit dels Músics Cassanencs, activitat de gran abast i importància a Cassà, que aplega músics del poble o relacionats amb aquest i que s'acaba amb una audició de sardanes; se celebra una vegada l'any en coincidència amb la festa major del poble, al maig o juny (segons l'any, és la setmana abans del Corpus Christi).

## Nom
La grafia oficial Cassà es troba en documentació antiga (Cassianus (1214), Cassanus (1254)), nogensmenys el parer de l'Institut d'Estudis Catalans és de considerar que la grafia correcta, d'acord amb les normes ortogràfiques vigents, és Caçà (atestacions medievals: Cacianus (1280), Caciano de Silva (1362)) i per l'etimologia, que fa provenir el nom del llatí Cattianus, derivat del nom propi Cattius.

## Escut
L'escut oficial de Cassà de la Selva té el següent blasonament:
Escut caironat: d'argent, un gos corrent de sable entre 2 alzines de sinople; el peu d'or, 4 pals de gules. Per timbre una corona mural de vila.
Fou aprovat el 15 d'octubre de 1990 i publicat al DOGC el 29 del mateix mes amb el número 1360. La primera partició és una representació parlant del nom de la vila, ja que el gos significa l'acció de "caçar" i els arbres la "selva". Els quatre pals de Catalunya recorden la concessió de privilegis pel rei Joan II el 1456, entre els quals dues fires anuals i el mercat setmanal.

## Geografia
- Llista de topònims de Cassà de la Selva (Orografia: muntanyes, serres, collades, indrets..; hidrografia: rius, fonts...; edificis: cases, masies, esglésies, etc).

Se situa a 12 quilòmetres al sud de Girona, a la carretera C-65 que va de la capital a la Costa Brava (Platja d'Aro, Palamós, Sant Feliu de Guíxols…). L'Aeroport Internacional Girona Costa Brava es troba a deu minuts i Barcelona a una hora.

## Demografia
| Entitat de població | Habitants (2024) |
| Cassà de la Selva   | 10.211           |
| Verneda             | 122              |
| Matamala            | 101              |
| les Serres          | 100              |
| Mont-roig           | 94               |
| Llebrers de Baix    | 76               |
| Sangosta            | 61               |
| Serinyà             | 59               |
| Llebrers de Dalt    | 47               |
| Esclet              | 38               |
| Mosqueroles         | 32               |
| Font: Idescat       |                  |

| 1497 f | 1515 f | 1553 f | 1717  | 1787  | 1857  | 1877  | 1887  | 1900  | 1910  |
| ------ | ------ | ------ | ----- | ----- | ----- | ----- | ----- | ----- | ----- |
| 94     | 84     | 105    | 1.242 | 2.085 | 3.634 | 4.319 | 4.933 | 4.969 | 5.295 |

| 1920  | 1930  | 1940  | 1950  | 1960  | 1970  | 1981  | 1990  | 1992  | 1994  |
| ----- | ----- | ----- | ----- | ----- | ----- | ----- | ----- | ----- | ----- |
| 5.022 | 5.058 | 4.760 | 4.665 | 5.220 | 6.120 | 6.708 | 7.320 | 7.178 | 7.178 |

| 1996  | 1998  | 2000  | 2002  | 2004  | 2006  | 2008  | 2010  | 2012  | 2014  |
| ----- | ----- | ----- | ----- | ----- | ----- | ----- | ----- | ----- | ----- |
| 7.428 | 7.445 | 7.692 | 8.016 | 8.325 | 8.780 | 9.256 | 9.637 | 9.925 | 9.922 |

| 2016   | 2018   | 2020   | 2022   | 2024   | 2026 | 2028 | 2030 | 2032 | 2034 |
| ------ | ------ | ------ | ------ | ------ | ---- | ---- | ---- | ---- | ---- |
| 10.025 | 10.359 | 10.410 | 10.680 | 10.943 | -    | -    | -    | -    | -    |

## Història

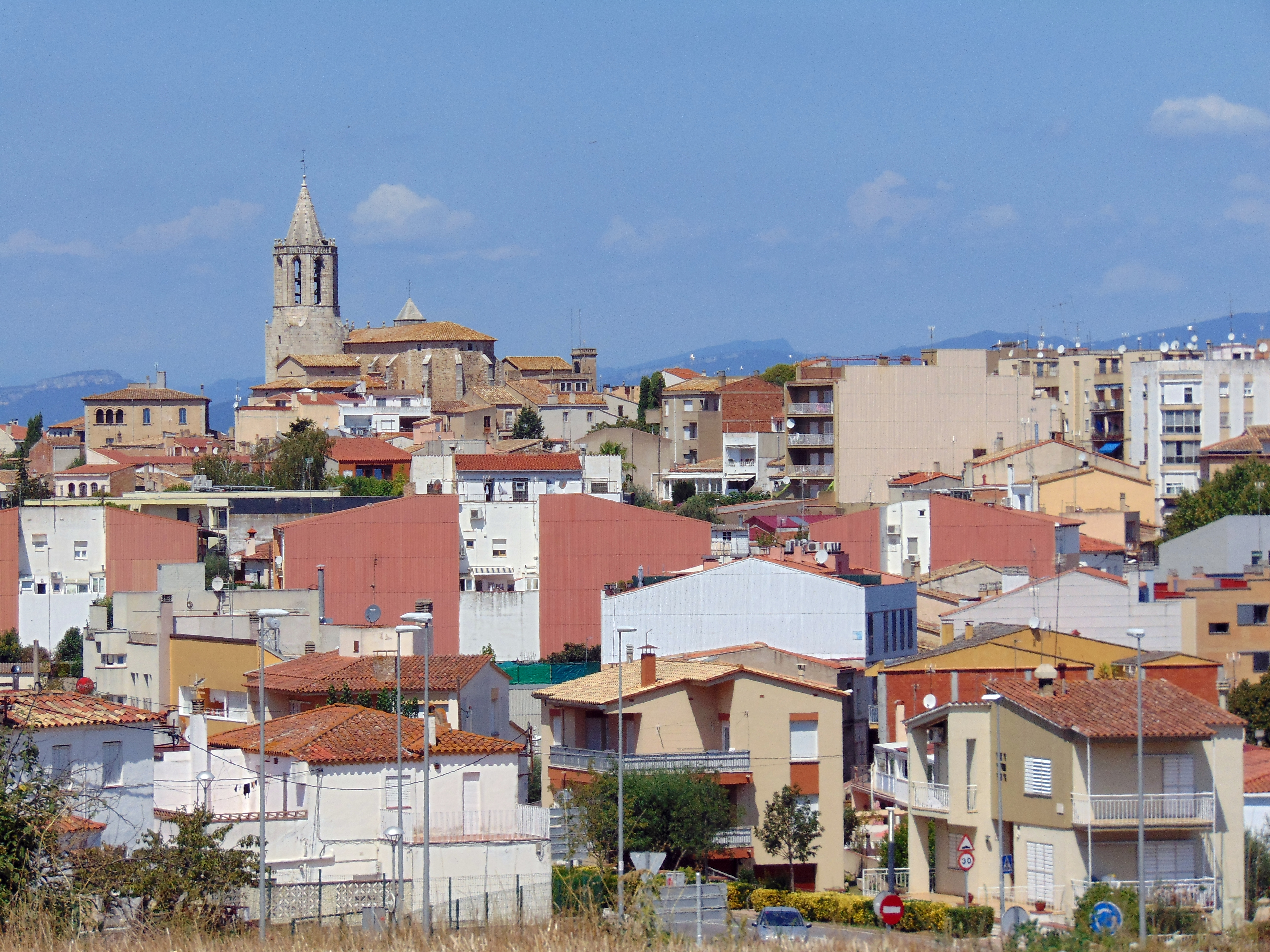
El poble i l'església de Sant Martí

El terme de Cassà de la Selva va ser cobejat des d'èpoques molt antigues i en el seu territori s'han trobat restes que palesen els diferents períodes de poblament: Paleolític, Neolític, bronze, ibèric (el jaciment més important és el puig del Castell) i romà. Tanmateix, com és característic en totes les poblacions de Catalunya, el desenvolupament de la població en el lloc on hi ha la vila actualment es comença a resseguir amb una cronologia ininterrompuda a partir de l'edat mitjana, que és quan es va bastir el nucli de població entorn de la sagrera del primitiu temple romànic que estava situat en el mateix lloc que l'església parroquial actual. És significatiu el lloc triat per al seu emplaçament en un turonet: que dominava la plana fèrtil, que estava ben comunicat amb la ciutat de Girona i la costa i que era molt a prop del massís de les Gavarres que els assegurava combustible i cacera.
A partir del segle xii s'esmenta el castell de Cassà, centre del poder del senyor feudal, que anirà passant de mà en mà en els segles posteriors. La possessió del castell pels Montcada significa el punt més alt de la violència feudal que té com a punts significatius diferents atacs al castell. Dins aquest context hi hem d'incloure la declaració de Cassà com a carrer de Girona (1386) a partir de la qual la vila gaudia dels mateixos privilegis que la ciutat, i l'anomenat "Lo fet de Cassà" (1391) en què la resolució dels Moncada de tornar a tenir la jurisdicció de la vila es va acabar amb un episodi sagnant culminat per l'assalt i crema del castell.
Una altra de les dates més significatives és la de l'any 1456 quan Joan II va concedir dues fires anuals i un mercat setmanal atès que el permís per organitzar fires i mercats és un perfecte indicador de la vitalitat d'una població. Malgrat que poques dècades més tard Cassà es va veure implicada en la guerra remença, la seva puixança va continuar durant el segle xvi com es pot comprovar amb la important reforma que va patir l'església parroquial i la construcció de grans conjunts arquitectònics com can Frigola i la torre Salvana.
Un segle més tard la gran pesta del 1650 va delmar extraordinàriament la població, però ben aviat la introducció d'un nou ofici, la del taper, esdevindria el gran revulsiu de la vila. Aquest ofici derivaria en la potent indústria surotapera que en el segle xix es convertiria en el motor de l'expansió demogràfica i econòmica reforçada per la creació d'una nova via de comunicació, el ferrocarril. En coincidència amb aquesta època puixant va haver-hi desclosa del moviment associatiu que es va perllongar durant les primeres dècades del segle xx fins i tot després de la crisi de la indústria surotapera.
La Guerra Civil i la posterior dictadura varen marcar un punt i a part en la història de la vila i el poble es va veure mancat de les infraestructures, dels serveis i dels recursos necessaris per a poder tirar endavant. En els anys seixanta però, va començar a canviar el signe del poble, la indústria es va diversificar i es varen afegir nous sectors: metall, tèxtil, alimentari, arts gràfiques, metall, plàstic, materials elèctrics, etcètera. Aquesta diversificació industrial que caracteritza la vila i la diferència dels pobles veïns va absorbir a partir dels anys seixanta un important contingent d'immigració que provenia del sud de la península. Un contingent d'immigració que ha tornat en els darrers anys però aquesta vegada procedent del veí continent africà i que s'ocupa sobretot en el sector industrial i agrícola. El 1881 es fundà l'escola La Salle Cassà.
L'arribada de la democràcia va ser un fort revulsiu per a l'augment de la participació de la societat civil en l'activitat sociocultural i lúdica de la població. La ciutadania es va implicar en la recuperació del català a l'escrit i diversos veïns van promoure una campanya per a l'oficialització del nom de la vila amb la doble S, ja que el IEC es decantava per la forma "Caçà". Finalment la Generalitat va accedir a oficialitzar el nom "Cassà de la Selva", que és com es fa servir entre els veïns del municipi i als mitjans de comunicació.

### Cronologia
- Segles IV/I aC - Existència d'un poblat ibèric al puig del Castell
- 882 - Apareix per primera vegada documentada l'església de Sant Martí
- 1116 - És esmentat el kastrum de Caciano
- 1234 - Petrus de Caciano és el primer músic cassanenc conegut
- 1324 - Jaume II concedeix a Ot de Montcada la jurisdicció del castell de Cassà
- 1386 - Cassà és proclamat carrer de Girona
- 1391 - Es produeix "Lo fet de Cassà"
- 1456 - Joan II concedeix diferents privilegis a Cassà
- 1484 - Cassà intervé en la guerra remença
- 1650 - La gran pesta de mitjan segle xvii arriba a la vila
- 1760 - Es té coneixement del primer taper: Francesc Malavida
- 1808/1814 - L'exèrcit napoleònic ocupa Cassà
- 1880 - Comença l'època daurada de la indústria surotapera
- 1892 - S'inaugura el carrilet
- 1920 - Vaga de tres mesos dels treballadors del suro
- 1939 - 29 de gener: bombardeig per part de l'avió franquista, amb resultat de vuit morts[4]
- 1954 - Es modernitza la xarxa de subministrament d'aigua
- 1979 - Primer ajuntament democràtic
- 2000 - Cassà és proclamada Ciutat Pubilla del 2000
- 2000 - S'inauguren les obres de la variant de la C-65
- 2009 - Una etapa del Tour de França passa pel poble

## Llista d'alcaldes (des de la democràcia)
- Josep Mestres i Sors (1971-1979)
- M. Dolors Godoy i Rotllens (1979-1983)
- Josep M. Dausà i Crosas (1983-1999)
- Antoni Baulida i Casadellà (1999-2008)
- Carles Casanova i Martí (2008-2011)
- Enric Bagué i Vilà (2011-2015)
- Martí Vallès i Prats (2015-2019)
- Robert Mundet i Anglada (2019-2023)
- Pau Presas i Bertran (2023-)

## Llocs d'interès
- Museu Catalunya Posta[5]
- Parc Art, Parc de les Arts Contemporànies de Cassà[cal citació]
- Ruta del Suro
- Vies Verdes
- Parròquia de Sant Martí
- Torre Selvana

## Fires i festes

### Fira del Tap i el Suro
La Fira del Tap i el Suro generalment es duu a terme dos caps de setmana després de la Festa Major, a principis de juny. És una fira temàtica dedicada exclusivament al suro, el producte més rellevant i proper al poble i als seus habitants. Amb una llarga programació d'activitats, la fira s'inicia amb les visites a les diverses fàbriques sureres del poble, amb la tradicional pela del suro a càrrec del cassanenc Eloi Madrià i acompanyada d'un bon esmorzar. La segueixen un gran ventall de tasts de vins, concerts i el sopar "Xic-Xec" on s'hi agrupa una gran quantitat de gent. Mitjançant la Ruta del Suro es pot comprovar l'empremta que ha deixat i està deixant el suro al poble. Podeu trobar més informació sobre la Fira del Tap i del Suro a www.firadeltap.cat.

### Fira de Santa Tecla
La Fira de Santa Tecla es sol celebrar l'últim cap de setmana del mes de setembre i té una durada de tres dies: de divendres a diumenge. Coneguda com "la festa petita del poble" engloba un ventall d'activitats lúdiques i culturals per a totes les edats com: la Botiga al Carrer, el Petit Botiguer, el Sopar de Tapes i la tradicional Nit del Cremat amb el ball de sardanes dirigit per la cobla Principal de Cassà. Els Gegants de Cassà també aprofiten aquesta ocasió per dur a lluir els gegants pels carrers del poble acompanyats d'infants i adults gaudint de la música que fan sonar els grallers i timbalers de la Colla Gegantera de Cassà.

## Folklore
- Els gegants de Cassà de la Selva representen una parella de faraons egipcis, que van construir-se amb l'aportació econòmica popular. Per Corpus, 23 de maig de l'any 1959, s'estrenaren els gegants durant la festa major.[6] L'any 2009 es va celebrar el seu 50è aniversari.[7] Els seus noms son Isaura i Aldric, més endavant es va afegir l'Isis filla dels dos faraons.